# マウンド
マウンド (Mound) は、土、砂、礫、石などを人工的に積み重ねた小さな山 (Mountain) や丘 (Hill) になった盛り土であるが、塚が意味合いとして一番近く、土塁や古墳 (Kofun) 、墳丘墓 (Tumulus) なども日本では「塚」という。
1. 英語圏では、墳丘墓や遺跡の塚状の土木構築物もしくは建造物の土台としての盛り土などを指し、用途を特定しない場合も多い。例えば先コロンブス期の北米では、アデナ文化、ホープウェル文化、ミシシッピ文化などが繁栄し、多くの墳丘墓や塚状の土木構築物を残した。これらの文化の担い手たちは、「マウンドビルダー」(w:Mound Builders) と呼ばれた。世界遺産にもなっているイリノイ州、カホキアにあるモンクス・マウンドは、その好例として挙げられる。
2. 日本においては、野球のグラウンドに設けられた「ピッチャーズマウンド」(Pitcher's mound) の略語としての「マウンド」が一般的である。本項で解説。

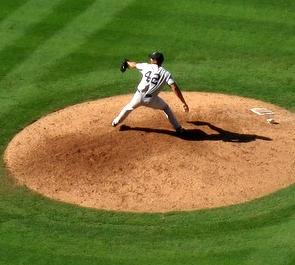
マウンドから投球する投手

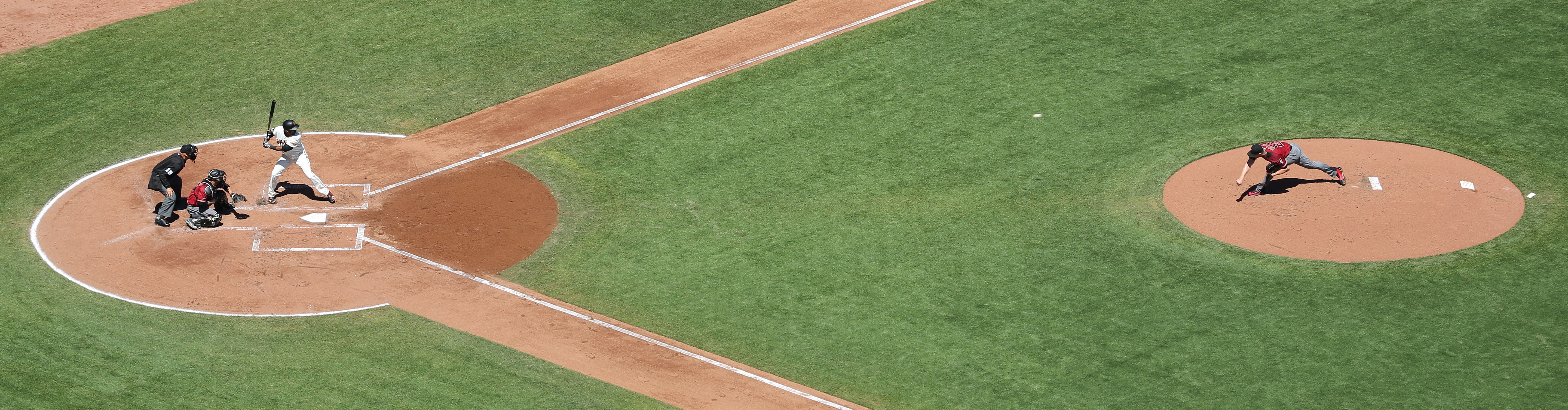
マウンド（右）とダートサークル（左）

マウンドとは、野球において投手が投球する区域のことである。上から見ると円形で、土を盛って周囲のグラウンドよりも高くなっている。中央には投手板（ピッチャーズプレート、ラバーとも）と呼ばれる白色の板が埋め込まれている。なお、投手の「登板」という語はこの投手板の位置につくことに由来する。
野球に類似した競技であるソフトボールにはマウンドはなく、ピッチャーズサークルと呼ばれる平坦な円形の区域の中に投手板があり、そこから投球する。

## 形状
直径18フィート（5.4864m）の円形に土を盛り上げた構造で、高さは10インチ（254mm）と決められている。俗にお碗を伏せたような形と言われる。
マウンド中央に埋め込まれた投手板は横24インチ（609.6mm）、縦6インチ（152.4mm）の長方形で、本塁の五角形の先端から投手板の本塁側の縁までの距離は60.5フィート（18.4404m）である。投手の投球動作の際には、足が投手板に触れなければならない。
投球練習場（ブルペン）では、マウンドはスペースの節約のため円形ではなく横長（蒲鉾形）になっている。

## ルール上の変遷
一般的にマウンドがより近く、より高くなれば投手は投球に角度とスピードをつけることができる（上から投げ下ろす）ため物理的に有利であるが、19世紀においては投手が投げる長方形の区域が設定されているだけで、マウンドは存在しなかった。19世紀後半、投球ボックス内に土が盛られるようになったことを受けてメジャーリーグにおいて投手が優位になり過ぎないよう、1893年にマウンド上（または投球ボックス内）に投手板を設置することがルール上明記された。以後、投球技術の向上に伴いマウンドの高さについて次のようにルール改訂がなされている。
- 1904年、高さを15インチまでとする制限が加えられた。
- 1950年、高さを15インチに統一。
- 1969年、高さを10インチに変更、マウンドの傾斜についても定められた。

また、本塁からマウンドまでの距離も1881年に従来の45フィート（13.7m）から50フィート（15.2m）に変更され、現在のような60.6フィート（18.4m)に変更されたのは1893年のことである。
1968年、メジャーリーグでは「投手の年」と呼ばれるほど投高打低が進んだことからマウンドを低くするルール改訂がなされ、現在に至っている。1968年の投手の防御率は、ボブ・ギブソンの1.12（1920年以降のライブボール時代で最高）をはじめ、1点台が7人もいた。なお、日本のプロ野球（NPB）における同様のルール改訂は1988年に行われている。
マウンドの傾斜については1フィートにつき1インチの勾配をつけるとされているが、実際にはマウンドの中心に投手板が位置しないため均等な勾配にならないほか、野球場建設の際にそれほど精密に測っているわけでもなく、整備状況によっても微妙にルールとの違いが出る。また、投手が自らの投球動作を行いやすくするために、マウンドの土をスパイクシューズで均したり削ったりすることでもルールとの差が生じる。マウンドに用いられている土の材質も野球場によって違うため、投手によっては特定の野球場のマウンドに対する得手・不得手もあるといわれている。また、古くから球場ごとにホーム側とビジター側との環境に差があることも多く、東京ドームやナゴヤドーム、明治神宮野球場などいくつかの球場でビジターのブルペンが実際のマウンドの傾斜・固さと違う、といった不満の声が出ることも少なくない。NHK BS1の番組「球辞苑」においても、マツダスタジアムではグラウンドキーパーがその日の味方先発投手の投げやすい固さにマウンドを調整することもあると語り、西武ドームでは他球団の現役選手から「ブルペンとマウンドで高さが違う（ブルペンの方が高い）」「他球場より傾斜が少なくフォークが落ちにくい」などといったホーム側に有利な点が言及されている。

## 可動式マウンド
ドーム球場の多くには、野球以外の使用で平面を確保するため（典型的例がアメリカンフットボール。東京ドームはライスボウルの会場である）、マウンドを地面の下部に収納できる可動式機構がある。